# Mount Pilots
Mount Pilots är ett berg i Antarktis. Det ligger i Sydshetlandsöarna. Argentina, Chile och Storbritannien gör anspråk på området. Toppen på Mount Pilots är 600 meter över havet.
Terrängen runt Mount Pilots är kuperad. Havet är nära Pilots åt sydost. Trakten är glest befolkad. Närmaste befolkade plats är Commandante Ferraz Station, 9,9 kilometer nordost om Pilots. 